# Michael Romeo
Michael James Romeo (New York, 1968. március 6. –) amerikai gitáros, zeneszerző, az amerikai progresszív metal együttes Symphony X alapító tagja. Michael Pinnella mellett az egyetlen olyan Symphony X tag, aki a zenekar minden kiadványán hallható, de szólólemeze is jelent meg, és több helyen is vendégeskedett már.

## Pályafutás
10 éves korában kezdett zongorázni és klarinétozni Egy KISS album hatására kezdett el érdeklődni a gitározás iránt. Ezt követően egy olcsó akusztikus gitáron kezdett el játszani, majd 12 évesen kapta meg első elektromos gitárját.
Hamarosan megismerkedett és beleszeretett a Led Zeppelin, a Rush, az AC/DC, a  Black Sabbath, az Iron Maiden, az Emerson, Lake & Palmer és a Judas Priest zenéjébe. Gitárosok közül elsőként Randy Rhoads volt rá nagy hatással. Játéka hallatán elkezdett érdeklődni a komolyzene iránt, nemcsak zongorázni kezdett el újra, de klasszikus gitárleckéket is vett. De emellett nagy hatással volt rá Uli Jon Roth stílusa és vibrato technikája, Yngwie J. Malmsteen gyorsasága, valamint Al Di Meola pengetéstechnikája.

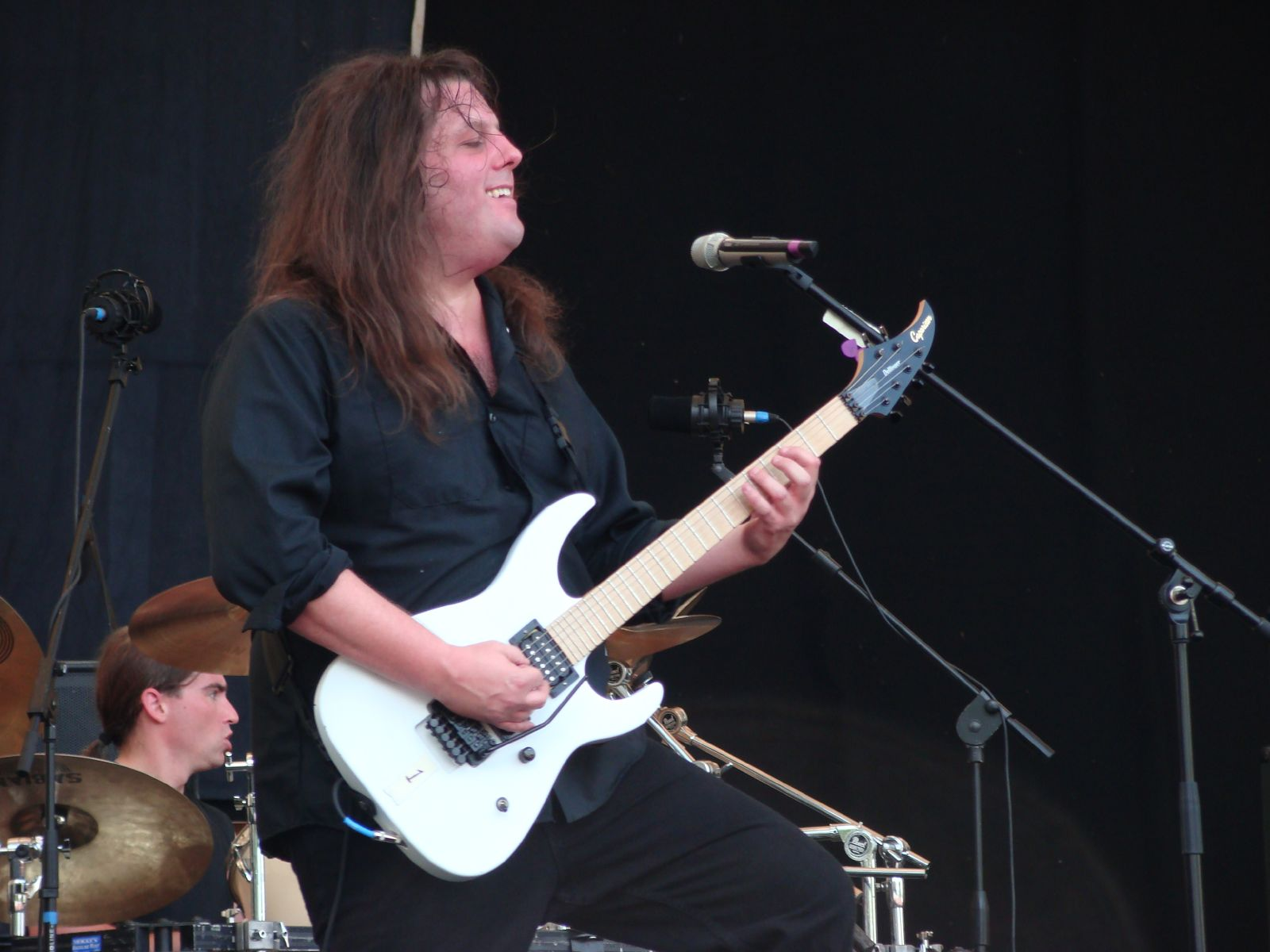
Michael Romeo egy 2007-es koncerten.

A klasszikus zeneszerzők közül pedig Bach, Beethoven és Mozart hatását emeli ki, de
Allan Holdsworth, Paul Gilbert, Marty Friedman és Jason Becker játéka ugyanúgy hatással volt rá, mint a Pantera, King Diamond vagy Frank Zappa zenéje.
Az 1990-es évek elején egy Phantom's Opera nevű együttesben játszott, de ez nem tartott sokáig. Otthonában egy 8 sávos felvevőeszköz segítségével kezdett el dolgozni egy instrumentális anyagon, melyet több neves gitármagazinnak is elküldött. Az anyag kedvező kritikákat kapott, japánban a Zero Corporation érdeklődését is felkeltette.
Az album végül 1994-ben jelent meg  The Dark Chapter címmel. Ezt követően Romeo megalakította a Symphony X együttest, melynek a mai napig tagja. Közben olyan előadók számára is vendégeskedett, mint Timo Kotipelto, a Redemption, az Ayreon vagy Vitalij Kuprij.
Pályafutása során ESP gitárokat is használt, 2005 óta azonban a Caparison Dellinger II – Michael Romeo Custom névre hallgató saját modelljét használja. Engl E670 SE erősítőt használ, de a Marshall cég termékeit is használja.
Effektek tekintetében egy TC Electronics G System és Boss NS2 Noisegate van a tulajdonában.
Stílusa nagyrészt neoklasszikus metal, de állandó védjegyének számít a sweep tapping gyakori használata, emellett dalszerzői erényeknek sincsen híján. Játékában a komolyzenei hatások mellett,  ugyanúgy szerepet kapnak a progresszívitásra való törekvések, mint a neoklasszikus arpeggiok.

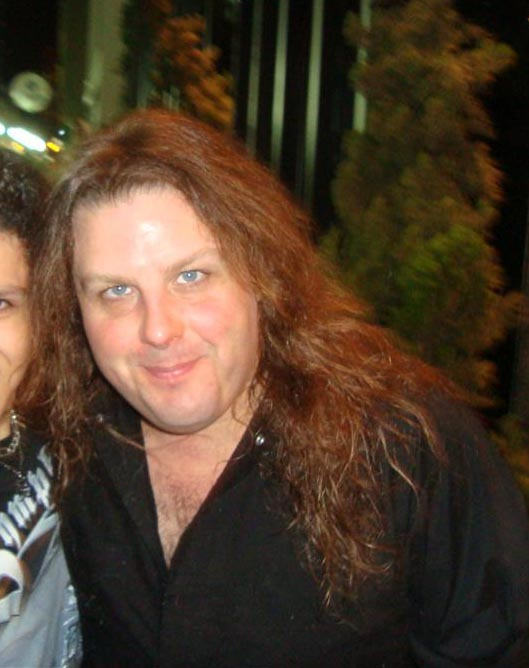
Michael Romeo a Symphony X alapítója.